# ファイヤー オン アイス
『ファイヤー オン アイス』 (Fire on Ice) は、赤石路代による日本の漫画作品。
『ChuChu』（小学館）にて、2009年3月・4月合併号から8月号まで連載された。付き合いでフィギュアスケートをやっていた少女が才能を買われ上京、大きく羽ばたいていく物語。作者にとってフィギュアスケートを題材とした作品は、小学館漫画賞を受賞した『ワン・モア・ジャンプ』に続き2作目になる。

## あらすじ
真田りおんは、ある日、親友のみずもとスケートを滑っていた。男女のペアとして男役をやっていたりおんと出会った龍人とコーチの母は、りおんを自宅へ呼びスケートを教える事にする。しかし家にやって来てはじめてりおんが少女だと気づく龍人。龍人との生活でりおんの才能は開花するのか。

## 登場人物
真田 りおん（さなだ りおん）
火事で両親を亡くし、美唄の片田舎で祖父に育てられた。クラブには入っておらず、氷の張ったグラウンドや沼が練習場所だった。親友・みずもに教えられただけで滑れるようになった天才少女。足に火傷の痕があるためスカートははかない。
徳永 龍人（とくなが りゅうと）
前年のジュニア大会で優勝したフィギュアスケートの選手。ペアの相手が怪我をし、やる気を無くしていたが、素人同然と思っていたりおんの技に刺激され、気力を取り戻す。
みずも
りおんの友達。りおんにスケートを教えていた。龍人のファン。

## 書誌情報
- 赤石路代 『ファイヤー オン アイス』 小学館〈フラワーコミックスアルファ〉、2009年10月9日発売、ISBN 978-4-09-132830-4
  - 本作は、『ChuChu』にて連載されたものの、ちゅちゅコミックスからではなくフラワーコミックスアルファから刊行された。